# Пам'ятний знак воїнам Армії УНР (Звенигородка)
Пам'ятний знак воїнам Армії УНР у м. Звенигородка — пам'ятний знак у м. Звенигородка Черкаської області, присвячений воїнам Армії УНР, які народились у Звенигородському повіті.

## Створення пам'ятного знаку
Ідея спорудити пам'ятний знак з'явилась ще влітку 2010 року. Благодійна ініціатива "Героїка" звернулась до Звенигородської міської ради з проханням виділити земельну ділянку для встановлення пам'ятного знаку. Безпосереднім організатором та розпорядником будівельних робіт виступив місцевий краєзнавець Станіслав Лячинський.

## Відкриття
25 червня 2011 року у м. Звенигородка Черкаської області відбулось освячення пам'ятного знаку. Незважаючи на сильний дощ, подія зібрала кілька десятків патріотів Звенигородщини, а також гостей з Києва і Тального. Прибули на відкриття й представники благодійної ініціативи «Героїка» з Корсунь-Шевченківського Олег та Андрій Собченко. Відкрив урочистий захід Станіслав Лячинський, науковий співробітник місцевого краєзнавчого музею, який розповів про козацькі традиції Звенигородщини. Після виступу пана Лячинського розпочалась панахида за воїнами Армії УНР, яку відправив панотець Василь Карп'юк (УАПЦ). Панотець зауважив непослідовність місцевих можновладців, які досі не спромоглися відновити давні назви вулиць Звенигородки, що донині носять імена червоних командирів, радянських діячів-організаторів Голодомору. Це за умов, що депутати та міський голова вважають себе патріотами України.
За півгодини врочистості було перенесено до місцевого краєзнавчого музею, де відбувся День відкритих дверей, присвячений воїнам Армії УНР.